# 第二人生 (互聯網)
第二人生（英文缩写为）是一个基于互聯網的虛擬世界，在2006年末和2007年初由於主流新聞媒體的報道而受到廣泛的關注。通过由Linden实验室開發的一個可下載的客户端程序，用戶在遊戲里叫做“居民”，可以通过可运动的虚拟化身（virtual representations）互相交流。这套程序还在一个通常的元宇宙的基础上提供了一个高层次的社交网络服务。居民们可以四处逛逛，会碰到其他的居民，社交，参加个人或集体活动，制造和相互交易虚拟财产和服务。
第二人生作为虚拟世界之一，无疑受到了赛博朋克文学运动的启发，尤其是尼尔·斯蒂芬森的小说《溃雪》。Linden實驗室說他們的目標正是要創造一個像斯蒂芬森描述的元宇宙樣的世界。在這個世界里，人們可以自己定義與別人交互，玩耍，做買賣，交流的獨特的方式。 第二人生的虛擬貨幣叫做Linden Dollar (，或者)。你可以在由居民组成的专门市场，Linden实验室和一些实体公司把它兑换成美元。
尽管第二人生有时被认为是一个游戏，但它沒有積分、積點、贏家、輸家、等級、一個最終戰略，或者像其他遊戲擁有的一些特點。現在總計大約有500萬用戶註冊，但很多用戶都不太活躍，並且有些居民有多個帳號。儘管在這個領域比較突出，但第二人生還是有很多競爭者的，包括Active Worlds，There （页面存档备份，存于），和一些新进入的竞争者，比如安特罗皮亚世界、[由我世界（uWorld）]、Dotsoul虚拟公园、紅光中心和Kaneva。

## 历史
《第二人生》由RealNetworks公司前CTO Philip Rosedale通过Linden实验室开发。最初的alpha测试版本叫做LindenWorld，于2002年上线，居民可以在里面建造一些东西，beta测试版本于2003年向公众开放。 beta测试版和目前的版本在经济上的侧重点是不同的；Linden币远比现在更容易得到但不能兑换成真正的货币，每月收取的费用也不随着居民所拥有的土地的数量的增加而增加。
《第二人生》发展史上一些重要的日子：
- 2006.10.18：一百万用户注册[9]
- 2006.12.14：两百万用户注册[10]
- 2006.12.29：首次20,000居民同时在线[11]
- 2007.1.28：三百万用户注册[12]
- 2007.2.1：首次30,000居民同时在线
- 2007.2.24：四百万用户注册[13]
- 2007.3.26：五百万用户注册
- 2009.9.23 ：林登實驗室宣布玩家在虛擬世界中度過的總時間超過10億小時，或者說是11500年。
- 2010.10.13：Mesh匯入功能正式開放公測。

一份发表在The Guardian上对第二人生的经济分析表明，截止到2006年12月，第二人生的活动居民的数目“在100,000”左右，流动率超过85%。 Second Life statistics claim that 144,108 customers spent money in-world in December 2006.
到2007年2月时，每天在线的居民数目已处在一个比较稳定的状态，最低大约17,000人(大约发生在10 a.m. UTC)，最高大约35,000人(大约发生在10 p.m. UTC).
一项研究估计，到2008年3月份，第二人生将拥有2千5百万注册用户，150,000居民同时在线。

## 虚拟世界的特色

### 居民
居民是对第二人生的用户的称呼，在虚拟世界中以虚拟化身(avatar，通常简写为av)的形象示人。 基本的虚拟化身的形象是一个人类，但可以或男或女，并且还有许多其他的物理属性，你可以给它穿上衣服或者以其它不同的方式自定义该化身。一个人可以有多个帐号，这在第二人生里对应多个居民(一个人的其它帐号称为可选角色)。但是，如果用户要使用多个帐号需要先注册并缴纳一点费用。但是你也可以把每个帐号都按第一个帐号来注册，这样也就不用缴纳任何费用了，其实许多人都是这么做的。同时，第二人生里的每个居民的外表都可以根据自己的意愿和其他居民有很大区别，因为虚拟化身是很容易改变的。

### 交流和交通
在第二人生中，有两种基于文本的交流方式：本地聊天和全局“即时信息”(IM)。聊天是两个或两个以上本地居民之间的一种公开的交流方式，最多可以25米内的人“听”到某个居民说话。居民也可以“喊”(最多100米内的人可以“听到”)或者“低语”(最多10米以内的人可以“听到”)。IM用于私人交谈，可以是两个人或者同一个小组的成员之间进行。不想聊天，IM不受聊天者之间距离的限制。版本1.18.1.2起，在主网格上可以进行语音通话，该功能是利用Vivox，一个为类似MMORPG提供语音功能的公司，所持有的技术实现的。
第二人生中最基本的移动方式是用脚。如果想快速旅行，居民也可以在一块地域上不借助任何其他装备飞行大约170米，根据目前的设定飞的高度没有限制(但如果超过几千米，虚拟角色的显示效果就会受到影响)。
居民也可以乘坐交通工具；第二人生提供了很多交通工具；在对象库里有一种最基本的叫做go-kart的工具还有居民自制的可免费使用或要购买的直升机，潜水艇，热气球等工具。 空中交通工具大概可以飞4000米高(任何工具所能达到的最大高度)
如果需要即时转移，居民可以直接瞬间移动 (Teleport, 通常简写为“TP”)一个特定的地点。虚拟化身可以在他们当前的地点设立一个个人地标(LM)，然后就可以随时瞬间移动回该地点，也可以把该地标的拷贝分发给其他的虚拟化身。
一些外部网站提供了可以在虚拟世界外面找到对方的功能，SLurl.com （页面存档备份，存于）该网站提供了一个第二人生的世界地图，居民可以把虚拟世界的某个位置链接到该地图。

### 经济和不动产
第二人生有自己的经济体系和一种叫做Linden币的货币。尽管会有所波动，但截止到2007年2月份，美元对Linden币的汇率基本维持在一美元兑换270Linden币。
居民可以制造新的商品或提供服务，然后在第二人生的虚拟世界里进行买卖。居民还可以在货币交易所把美元等现实世界中的货币兑换成Linden币。总体上这个兑换市场是开放的，但有时Linden实验室会调整虚拟世界里的Linden币的流通量或者销售Linden币以维持汇率在一个相对稳定的水平。一小部分居民可以在这种经济体系下每月获得几百至几千美元不等的净收入，但大部分居民都只能维持收支基本平衡。货币是这个经济体系中税收问题所要考虑的主要因素。
收费用户可以拥有自己的土地（512平方米以内不收取额外的费用）。如果要拥有更多的土地则需要收取额外的费用（Linden实验室称为“tier”），一块独立的土地每月收取5到295美元不等。 在首次土地买卖程序中，Linden实验室过去一般会以一个比较低的价格把512 m²（比如16×32）一块小土地卖给新的居民。但2007年2月20号，他们停止了这个制度，因为居民一般很快就把这块土地转手以获取利润而不是保留下来 第二人生中也出售16英亩（65536平方米）大的区域。一旦某个居民买了某块土地，他就可以再自由的把它卖出或用于任何目的。唯一的例外是“私人领地”，因为这些土地是归居民而不是Linden实验室管理的。这些“私人领地”一般都有一个契约限制这块地的使用，比如，不能在上面进行商业活动，甚至这块地本身也不允许被转售。
对于第二人生中的经济增长方式，潜在的新的市场工具和经营模型，BlackTrend的 CEO Enrico Gallingani 在一个关于虚拟世界的会议上用元经济这个词来统称它们。

### 创造和所有权
第二人生的一大特色是世界里的绝大部分东西都是居民而不是Linden实验室创造的。居民的的虚拟化身就是这些用户创造的内容的一个典型例子。
第二人生里有一套3D建模工具，任何居民都可以利用它配以适当的技艺建造虚拟建筑，风景，交通工具，家具，机器等，这些东西可以使用，可以交换，可以出售。这也是各种经济活动的主要来源。利用标准库里的动画和声音，任何居民都可以作出各种“动作”。在第二人生之外，居民也可以利用各种图像，动画和声音工具制造一些更精细的物品然后上传到虚拟世界里去。一旦物品到了第二人生里，系统就会尽力保护该物品创造者对该物品的独家拥有权。
第二人生还有一种脚本语言叫做Linden脚本语言，或者LSL。利用LSL可以为第二人生里的许多物品添加自主行为，比如你可以让门在有人靠近它时自动打开。LSL也被用来制造一些相对高级的系统，比如Svarga岛上的人工生命实验，这是一个自主运动的完整生态系统(包括云，雨，阳光，蜜蜂，鸟，树和花)。
物品在内部世界中创造(实体化)出来以后就被传送到居民的电脑上，他们会被告知物体被“rez” — 这一词源于迪士尼的电影Tron。这在LSL里也有提到，制造物品的命令是 llRezObject()。
创造某个物品的居民和拥有某个物品的居民有一些权利，就像现实世界中的版权一样，在一些方面还有所增强。创造者可以标记某个物品为“no copy”，意思是其他人不许复制这个物品；也可以标记“no mod”，意思是别人不许更改这个物品的一些特性；“no trans”的意思是当前的所有者不许把它给别人。
第二人生提供现场直播演奏音乐的功能，这样居民可以在家里或者工作室演奏有声音乐和乐器。居民可以用耳机听这些音乐，也可以把它上传到音频流里，也可以在到内部世界里播放以供其他人娱乐。最早的在2004年5月由 Astrin Few 演奏并在2005年中期开始流行。例如，2006年中期，英伦乐队Passenger就在Menorca岛演奏过一次。 Linden实验室在2006年3月添加了一个“Live Music”的事件分类以应对日程上增加的演奏事件。

### 第二人生裡的企业和组织
由于Linden实验室对居民制造物品版权的承认，再加上虚拟Linden币的合法交易， 大大鼓励了内部世界独立企业的开办，原先的独立企业也纷纷依法注册为公司。
2007年早些时候，Swedish Institute宣称他们要在第二人生中建立一个使馆。 而瑞典外交大臣卡爾·比爾特也在其博客里说他很希望能收到开馆典礼的邀请函。

### 第二人生裡的教育
第二人生最近已經成為很多大學的前沿虛擬課堂，包括Harvard, Pepperdine, Elon University, Ohio University, Ball State, New York University, Stanford University, Delft University of Technology和AFEKA Tel-Aviv Academic College of Engineering （页面存档备份，存于）. 第二人生為管理員主持一次討論或一個專案營造了一個歡迎的氣氛，根據紐約時報的一篇文章，他們大概已經出售了100塊用於教育目的的土地。 哈佛大學的一位老師，Rebecca Nesson，在2006年下半年把她的“合法研究”課程帶到第二人生裡了，這篇文章引用她的話說“不論一個遠端教育系統多麼好，你和你的學生之間還是會存在一些內在的隔閡”，她說“第二人生確實縮小了那個隔閡。現在我和我的學生可以在固定的課堂之外擁有更多的非官方時間在一起了”。對於把第二人生應用於教育中，Joe Sanchez, 德州大學Autin分校的一位研究員對一個互動式的定性分析進行了評估，發現一旦學生們克服了第二人生中技術上和使用上的困難，他們“表現出一種對社交式學習活動的偏愛，並因在學習過程中和其他人互相交流而獲得很大樂趣”。  從2007年開始，第二人生被使用於外語教學。不論是第二人生還是現實的語言教育者都開始利用這個虛擬世界來進行外語教學。英語，作為一門外語，開始在許多機構佔有一席之地。 例如英國理事會(British Council) （页面存档备份，存于），注重Teen Grid （页面存档备份，存于）。而西班牙的語言文化學院“Instituto Cervantes （页面存档备份，存于）”在第二人生上也有一個島。在第二人生裡，一系列的教育專案（包括許多語言學校）都集中在SimTeach （页面存档备份，存于）區域。SLanguages 2008是虛擬世界的線上教育(如Second Life)第二次年度研討會。本研討會的網址如下: SLanguages.net。

## 资费
免费加入第二人生是可能的，并且在用户中很普遍。第二人生有很多功能是免费的，但其他的是要花Linden币的。比如，你如果想使用某些物品或得到某些服务就可能需要向其他居民缴纳一定的费用，但价格不是由Linden实验室决定的，所以这些并不包含在会员费里，但确实整个虚拟世界经济组成的一部分。第二人生里有两种帐号：“基本帐号”和“收费帐号”。基本帐号不需要重复的缴纳费用，但也不能在第二人生中拥有土地。截止到2007年2月，收费帐号每月需要缴纳9.95美元的费用，但如果按年交的话每月只要6美元。 收费帐号每周可以收到一定的津贴(Linden币)以平衡缴纳的会员费。但是津贴给的越来越少，截止到2007年2月，是每周300Linden币。 2006年5月29号之前注册的基本帐号每周也可以收到一笔50Linden币的津贴，但前提是他们要登入到第二人生，并且在那之后注册的基本帐号没有这项津贴。

## 第二人生未成年人版
第二人生未成年人版于2005年早期开发，13-17岁之间的未成年人可以在不输入虚假信息的情况下参与到Main Grid里去。那时两个Grid都要求提供信用卡的信息，但要进入Main Grid必须保证信用卡是自己的，而Teen Grid要保证信用卡是父母的。(后来，在Main Grid和Teen Grid注册都不再要求提供信用卡，但在Teen Grid注册需要一个有效的可以接收发送短信手机号)

## 问题和批评
因为第二人生处在在持续开发中，而且任何拥有宽带接入的人都可以使用这个开放的环境， 所以还是遇到了一些挑战的。这些挑战包括从技术性的服务器资源预算和道德上的色情问题到法律上的Linden币的合法地位，Linden实验室的官司等。
2006年6月6号之前，所有的居民都要求向Linden实验室提供一个有效的信用卡或PayPal帐号，或者回复一个手机短信。 在那之后，即使只提供一个Email地址也有可能注册一个帐号；甚至一些常规的确认方法如Email回复也没有用。 使用第二人生未成年人版仍然需要提供信用卡。Linden实验室可以基于居民本地计算机上的一个哈希值来封禁居民对第二人生的访问， 以阻止他们带回其他的帐号。
2007年1月份，两篇发表在因特网上的文章把第二人生的经济体系比喻成金字塔模式。 在同一个月，第二人生爆发了一场“虚拟骚乱”，骚乱的双方是法国激进组织民族阵线，这个组织已经在第二人生里建立了一个虚拟总部，和它的敌人，主要包括第二人生左翼联盟，这是一个反资本主义的社会主义用户团体。 此后，几个小型互联网组织宣称煽动了该骚乱。

## 恶搞者
第二人生的一个恶搞者是Darren Barefoot组建的“Get a First Life”网站，主要是颂扬元空间/真实人生的美德。 但Linden实验室不仅没有让网站的创建者“结束并停止”还让他“允许并继续”他的恶搞活动。这个网站的内容包括指向“来外面吧 —— 不收会员费”和“用你的真阳具来造爱”的虚假链接等。

## 技术信息
第二人生在一个巨大的Debian服务器阵列上模拟了一个平面的，类似地球的世界，被称为Grid。这个世界被切分成一块块256x256m 大小的土地，叫做“地域” 。每一个地域由一个服务器来模拟，并有一个单独的名字和内容评级(PG或者Mature)。

### 軟體
第二人生的软件系统包括一个运行在居民计算机上的客户端和由Linden实验室运营的数千台服务器。还有一个beta-grid有自己专门的客户端并且很有规律的更新，主要是供一些志愿者经常性的测试使用。这个测试软件缩短了软件真正更新所要的时间并在整体上提高了软件的质量。beta-grid可以看作是main-grid的一个镜像，只是在上面进行的所有动作都不会被存储到服务器里。每隔几个月，beta-grid软件就会替换原来的标准软件以作为一次大升级。第二人生的用户基数增长迅速，这也刺激了对虚拟世界技术上和形式上的改变； 新特色的加入也提供对经济发展的阶段性推进。
Linden实验室倾向于使用开放标准的技术与自由和开源软件，比如Apache和Squid。 他们计划通过标准化第二人生协议把所有的东西都搬到开放标准上。Cory Ondrejka，主管产品开发的副总裁，说所有的东西都标准化了以后，客户端和服务器软件都会以自由和开源软件的形式发布。
1. 目前的室内虚拟机最终将被替换为Mono，[59] 据称，性能也会在很大程度上得到提高。
2. uBrowser （页面存档备份，存于）, 一个OpenGL端口的Gecko渲染引擎，从1.10.1版本[60]以来一直用来显示帮助文档 （页面存档备份，存于），将来该技术会用来显示居民创造的任何3D物体表面上的网页内容。

Linden实验室在Microsoft Windows，Mac OS X，和大部分的Linux发行版上都提供客户端。通常客户端的升级是强制的；老的客户端对于新的服务器软件是不适用的。但是，Linden实验室正在开发一个更灵活的协议，这个协议允许客户端和服务器之间发送和接受任何信息，而不用担心版本之间的差异。
截止到2007年1月8号，版本2的客户端在GNU通用公共许可证下发行， 并允许和其他一些不同兼容性许可证下的自由软件包一起发行。目前不是所有的必须组件都会发行。细节参见https://wiki.secondlife.com/wiki/Open_Source_Portal。 （页面存档备份，存于）
OS X版本的客户端是通用二进制版本的，差不多是Windows和GNU+Linux二进制版本的两倍大小。

### 第二人生的协议
2006年5月，有消息说第二人生的协议被逆向工程了，还有一个wiki用于更深入的工作。
因为这个工程开发了一些有用的软件，Linden实验室修改了服务条款允许第三方程序访问第二人生，并把这个工程以libsecondlife的名字正式化，也开发了一些不错的功能如地图API，制造比正常允许更大的物体(最近又禁止了)，和其他一些无法预见的功能。

## 引用
1. 1 2  . Linden Lab. 2007-01-08  [2007-01-08]. （原始内容存档于2007-01-10）.
2. 1 2  Phoenix Linden. . Linden Lab. 2007-01-08  [2007-01-08]. （原始内容存档于2009-02-22）.
3. ↑  Sege, Irene. . The Boston Globe. 2006-10-25  [2007-02-15]. （原始内容存档于2015-04-30）.
4. ↑  Harkin, James. . Financial Times. 2006-11-17  [2007-02-15]. （原始内容存档于2007-08-17）.
5. ↑  . USA Today.   [2007-02-20]. （原始内容存档于2011-12-10）.
6. ↑  . Second Life History Wiki.   [2006-11-14]. （原始内容存档于2007-02-02）.
7. ↑  . Linden Lab.   [2007-01-08]. （原始内容存档于2002-10-10）.
8. ↑  Parker, Sam. . Yahoo!. 2003-06-23  [2006-11-14]. （原始内容存档于2007-03-06）.
9. ↑  Linden, Pathfinder. . Linden Lab. 2006-10-18  [2006-11-14]. （原始内容存档于2008-12-26）.
10. ↑  Terdiman, Daniel. . Cnet News. 2006-12-14  [2006-12-14]. （原始内容存档于2013-04-25）.
11. ↑  Linden, Pathfinder. . Linden Lab. 2006-12-29  [2007-01-01]. （原始内容存档于2008-12-16）.
12. ↑  Nino, Tateru. . Second Life Insider. 2007-01-28  [2007-02-15]. （原始内容存档于2007-02-24）.
13. ↑  Tateru Nino. . Second Life Insider. 2007-02-24  [2007-02-26]. （原始内容存档于2007-06-26）.
14. ↑  Johnson, Bobbie. . The Guardian. 2006-12-21  [2006-12-21]. （原始内容存档于2008-05-16）.
15. ↑  . Linden Lab. 2006-01-05  [2006-01-07]. （原始内容存档于2009-01-29）.
16. ↑  Fetscherin, Prof. M.; Lang, G. . Linden Lab. 2007-03-08  [2007-03-14]. （原始内容存档于2007-04-08）.
17. ↑  林登实验室. . 2007-08-02  [2007-08-24]. （原始内容存档于2009-02-20）.
18. ↑  . 2007-02-27  [2007-08-24]. （原始内容存档于2007-10-26）.
19. ↑  {{http://youtu.be/u5gj81GBQcU 1 Million Meters High}}
20. ↑  . Linden Lab. 2007-02-22  [2007-02-22]. （原始内容存档于2009-01-19）.
21. ↑  Thompson, Clive. . Wired News. 2006-12-18  [2007-01-07]. （原始内容存档于2007-01-04）.
22. ↑  . Linden Lab.   [2006-11-24]. （原始内容存档于2010-03-29）.
23. ↑  . Linden Lab.   [2006-11-24]. （原始内容存档于2006-12-05）.
24. ↑  Linden, Jack. . Linden Lab. 2007-02-20  [2007-02-21]. （原始内容存档于2008-12-22）.
25. ↑  .   [2007-03-03]. （原始内容存档于2021-02-04）.
26. ↑  . LSL Wiki.   [2006-11-25].[永久]
27. ↑  .   [2006-12-27]. （原始内容存档于2007-02-16）.
28. ↑   (PDF). Metaverse Messenger. 2006-08-09  [2006-11-25]. （原始内容 (PDF)存档于2007-01-16）.
29. ↑  . SL History Wiki.   [2006-11-25]. （原始内容存档于2007-03-02）.
30. ↑  . Linden Lab.   [2006-11-18]. （原始内容存档于2007-02-15）.
31. ↑  . Linden Lab.   [2006-12-08].
32. ↑  Agence France-Presse. . Sweden.se. 2007-01-26  [2007-01-26]. （原始内容存档于2007-02-22）.
33. ↑  Carl Bildt. . 2007-01-30  [2007-02-13]. （原始内容存档于2007-02-09）.
34. ↑  van Dijk, Tomas. . Delta. 2007-02-22  [2007-02-24]. （原始内容存档于2007-03-07）.
35. ↑  Natan, Leo. . 2007-03-19  [2007-03-19]. （原始内容存档于2007-03-25）.
36. ↑  Lagorio, Christine. . New York Times. 2007-01-07  [2007-02-14]. （原始内容存档于2021-04-21）.
37. ↑  Sanchez, Joe. . 2007-03-07  [2007-03-07].[永久]
38. ↑  Dorveaux, Xavier. . Le Monde. 2007-07-15  [2007-07-15].[永久]
39. ↑  . Linden Lab.   [2006-11-24]. （原始内容存档于2009-08-07）.
40. ↑  Linden, Philip. . 2006-07-17  [2006-11-24]. （原始内容存档于2009-02-06）.
41. ↑  Linden, Robin. . 2006-10-15  [2006-11-24]. （原始内容存档于2009-02-01）.
42. ↑  Linden, Robin. . 2006-05-26  [2006-11-24]. （原始内容存档于2006-12-07）.
43. ↑  . Linden Lab.   [2006-11-25]. （原始内容存档于2008-05-12）.
44. ↑  . Linden Lab Knowledge Base.   [2006-05-16]. （原始内容存档于2007-04-26）.
45. ↑  Linden, Daniel. . Official Linden Blog. 2006-06-15  [2006-12-14]. （原始内容存档于2008-01-05）.
46. ↑  Linden, Robin. . Official Linden Blog. 2006-06-27  [2006-12-14]. （原始内容存档于2008-11-18）.
47. ↑  Harrison, Randolph. . Capitalism 2.0. 2007-01-23  [2007-02-14]. （原始内容存档于2021-04-05）.
48. ↑  . Valleywag. 2007-01-23  [2007-02-16]. （原始内容存档于2007-02-17）.
49. ↑  Au, James Wagner. . New World Notes. 2007-01-15  [2007-02-14]. （原始内容存档于2021-02-09）.
50. ↑  Zonk. . Slashdot. 2007-01-17  [2007-02-14].
51. ↑  Hutcheon, Stephen. . Stuff.co.nz. 2007-01-25  [2007-02-14]. （原始内容存档于2007-02-27）.
52. ↑  Burkeman, Oliver. . The Guardian. 2007-01-20  [2007-02-14]. （原始内容存档于2008-01-25）.
53. ↑  . forumite.com. 2007-02-16  [2007-02-16]. （原始内容存档于2007-09-22）. Authors list列表中的|first1=缺少|last1= (帮助)
54. ↑  .   [2007-02-01]. （原始内容存档于2021-04-22）.
55. ↑  .   [2007-02-01]. （原始内容存档于2019-02-04）.
56. ↑  . InformationWeek. 2007-03-05  [2007-03-17]. （原始内容存档于2008-04-01）.
57. ↑  Greenemeier, Larry. . InformationWeek. 2005-10-17  [2006-11-14]. （原始内容存档于2008-02-13）.
58. ↑  . LugRadio. 2006-01-16  [2006-11-24]. （原始内容存档于2021-02-25）.
59. ↑  Linden, Babbage. . Linden Lab. 2006-08-01  [2006-11-24]. （原始内容存档于2008-05-01）.
60. ↑  . SL History Wiki.   [2006-11-24]. （原始内容存档于2007-09-20）.
61. ↑  . Linden Lab.   [2006-11-18]. （原始内容存档于2006-11-05）.
62. ↑  . libsecondlife.   [2006-11-24].[永久]
63. ↑  . libsecondlife.   [2006-11-26]. （原始内容存档于2006-08-19）.

## 延伸阅读
- Hillis, Ken. (2009) Online A Lot of the Time. Durham: Duke University Press (see Chapter 4).0
- Kaplan Andreas M., Haenlein M. (2009) Consumer use and business potential of virtual worlds: The case of Second Life, International Journal on Media Management, 11(3).
- Kaplan Andreas M., Haenlein M. (2009) The fairyland of Second Life: About virtual social worlds and how to use them, Business Horizons, 52(6).
- Olsen, Per; Li Gang, Qin (2011). Second Life Love. A dialog between two partners in Second Life. New York: Lulu Press.
- Martin, Neo; Second Life Fraud. Fraud and intellectual property protection in Second Life.  New York: Public Journal
- Robbins, Sarah, and Mark R. Bell. Second Life for Dummies. Hoboken, NJ: Wiley Pub., 2008. Print.
- Rymaszewski, Michael. Second Life The Official Guide. Sybex Inc, 2008. Print.
- Zerzan, John. Telos 141, Second-Best Life: Real Virtuality.  New York: Telos Press Ltd., Winter 2007.
- SK Alamgir Hossain, Abu Saleh Md Mahfujur Rahman, and Abdulmotaleb El Saddik, "Interpersonal haptic communication in second life", in Haptic Audio-Visual Environments and Games (HAVE), 2010 IEEE International Symposium on, October 16–17, 2010, Phoenix, Arizona, USA, pp. 1 –4.
- Taşçı, D., Dinçer, D. "The Creation Of Academic Consulting Environment in Virtual Worlds And An Assessment Of Challenges Faced By Learners in This Environment", Conference proceedings of "eLearning and Software for Education", 01, 2011, p. 290–296.

### Linden实验室
- 第二人生 （页面存档备份，存于） – 官方网站
- Linden实验室 （页面存档备份，存于） – 公司网站
- 第二人生Wiki(繁體) （页面存档备份，存于） – 第二人生Wiki官方网站

### 相關影音媒體
- 官方媒体

- Second Lives[] – Four short films commissioned by Channel 4 and broadcast in 2006-08
- Template:Google video (Google TechTalks, 2006-03-01)
- User Creation and Scripting in Second Life （页面存档备份，存于） at Lang.NET Symposium 2006
- Tutorial: Building a Clock in Second Life – Video tutorial demonstrating how to build a working clock in Second Life
- 'You Only Live Twice' （页面存档备份，存于） ABC TV's 4 Corners program
- Glenn Fisher of Linden Labs interviewed about Second Life in a B2B context, 2007-04

### 第二人生Blog
- SLOz
- 心境網宿
- My Second Life 我的 第二人生
- gefeit@Secondlife （页面存档备份，存于）
- Johnny's Second Life Blog （页面存档备份，存于）

### 第二人生社群
- 心境網宿 （页面存档备份，存于）
- 第二人生（Second Life） 哈啦板 - 巴哈姆特 （页面存档备份，存于）
- 我愛第二人生 （页面存档备份，存于）